# NGC 7622
NGC 7622 é uma galáxia elíptica (E/SB0) localizada na direcção da constelação de Tucana. Possui uma declinação de -62° 07' 03" e uma ascensão recta de 23 horas, 21 minutos e 38,5 segundos.
A galáxia NGC 7622 foi descoberta em 1 de Novembro de 1834 por John Herschel.